# ダフネ (リヒャルト・シュトラウス)
『ダフネ』（Daphne）は、リヒャルト・シュトラウスが1937年12月24日に完成した1幕のオペラである。台本はヨーゼフ・グレゴールが作成した。

## 初演
1938年10月5日、ドレスデン国立歌劇場にてこのオペラを献呈されたカール・ベーム指揮により行われた。

## 楽器編成
フルート3（3番はピッコロ持ち替え）、オーボエ2、イングリッシュホルン、クラリネット2、バセットホルン、バスクラリネット、ファゴット3、コントラファゴット、ホルン4、トランペット3、トロンボーン3、ティンパニ、小太鼓、シンバル、大太鼓、トライアングル、タンブリン、タムタム、ハープ2、弦五部（各16人、16人、12人、10人、8人の指定）
バンダ：オルガン、アルプホルン

## 演奏時間
全一幕約1時間40分。

## 登場人物
- ペナイオス：漁師。バス。
- ゲア：ペナイオスの妻。アルト。
- ダフネ：ペナイオスの娘。ソプラノ。
- ロイキッポス：ダフネの友達。テノール。
- アポロ：テノール。
- 4人の羊飼い。
- 2人の侍女。ソプラノ。